# Peremyschl Moskowski
Peremyschl Moskowski (russisch Перемышль Московский) war eine Burgstadt und Siedlung vom 14. bis 18. Jahrhundert in der Nähe von Podolsk in Russland.
Sie lag am rechten Ufer des Flusses Motscha nahe dem heutigen Dorf Dmitrowo im Stadtkreis Podolsk der Oblast Moskau.
1339 wurde die Stadt erstmals erwähnt.
Archäologische Ausgrabungen bestätigten eine mögliche Gründung in dieser Zeit. 1410 bis 1427 war sie Mittelpunkt eines Teilfürstentums.
Danach verlor die Stadt rasch an Bedeutung an das benachbarte Kloster.
Seit 1480 gehörte Peremyschl zum Großfürstentum Moskau, weshalb es den Beinamen Moskowski erhielt. Der Beiname sollte die Stadt von anderen Städten der Rus mit diesem Namen unterscheiden (Peremyschl in der Nähe von Kaluga und Peremyschl in Galizien, heute Przemyśl in Polen).
Im 17. Jahrhundert wurde Peremyschl Moskowski in den Chroniken nur noch als gorodischtsche (Wallburg) bezeichnet und wurde danach nicht mehr erwähnt.